# Jihad Darwiche
Jihad Darwiche est un conteur bilingue (francophone et arabophone) libanais participant activement au renouveau du conte en Occident depuis le début des années 1980.
Jihad Darwiche est né en 1951 à Marwaniyé, un petit village du Sud-Liban. Père de Najoua Darwiche.
En 2012 Jihad Darwiche obtient le Prix "Handi Livre" pour Récits de vie en temps de guerre (2009).

## Spectacles
2006 : Le Caravansérail des conteurs, codirecteur artistique, avec Hassane Kassi Kouyaté

## Événementiel
Il est le directeur d'un festival de conte à Beyrouth.
Il est directeur artistique du Festival du Conte des Alpes-Maritimes

## Publications
Éditions L’Harmattan
- Les souliers rouges (1988) Nouvelle bilingue
- Saraya (1991) Conte traditionnel bilingue
- Le prince des génies (1992) Conte traditionnel bilingue
- La fille de l’ogre (1993) Conte traditionnel bilingue
- La princesse déguisée (1994) Conte traditionnel bilingue
- Nour et le moineau (2000) Nouvelle bilingue

Éditions Unesco
- Youssef, the boy from Cordoba (1996) Nouvelle (en anglais) épuisé

Éditions Albin Michel Jeunesse
- Le derviche et le marchand (1999) épuisé
- Sagesses et malices de Nasreddine, le fou qui était sage (T.1) (2000)
- Sagesses et malices de Nasreddine, le fou qui était sage (T.2) (2003)
- Les petites malices de Nasreddine (2005)
- Contes de la Méditerranée (2005)

Éditions Lirabelle
- L’oreille du loup gris (2000)
- La tortue et le crapaud (2002)
- La ruse du lièvre (2004)
- Le gros mensonge (2007)
- La hache en or (2008)
- Poupée de sucre (2008)
- Le chat terreur des lions (2008)
- Prince Serpent (2008)

Éditions Edisud
- Le conte oriental, la tradition orale au Liban (2001)

Éditions Didier Jeunesse
- La souris et le voleur, illustrations de Christian Voltz (2002)
- La mare aux aveux, illustrations de Christian Voltz (2006)

Éditions Grandir
- Quamar et Latifa (2002)

Disques
- Les trois paroles et autres contes (1997) C.D produit par Quatrain
- L’oreille du loup gris (2000) C.D produit par Lirabelle
- Poupée de sucre, contes de tradition persane (2004) Lirabelle
- Les mille et une nuits, dans les pas de Shéhérazade (2005) Éditions Oui’dire (distribution Harmonia Mundi)